# Rakije

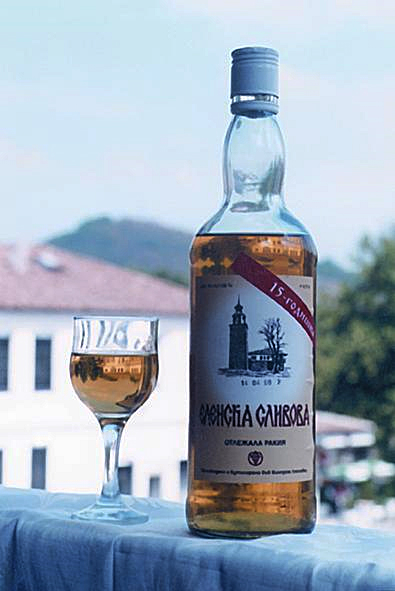
Švestková rakije z oblasti Stara planina v Bulharsku

Rakije, též rakija, je destilovaný alkoholický nápoj oblíbený zejména v jihovýchodní Evropě. Je všeobecně považována za národní nápoj v Albánii, Bosně a Hercegovině, Bulharsku, Černé Hoře, Chorvatsku, Kosovu, Severní Makedonii a v Srbsku.
Vyrábí se destilací zkvašeného ovoce. Mívá obvykle kolem 40 % obsahu alkoholu, avšak rakija pálená podomácku bývá běžně silnější, mezi 50 a 60 %.

## Původ
Původ rakije není znám. Její jméno je odvozeno z tureckého slova rakı, které pochází z arabského výrazu pro kondenzaci jako poslední fázi destilace. Může však znamenat i "kondenzovanější", tedy s vyšším procentem alkoholu než nápoje běžně podávané v tradičních krčmách, což bylo obvykle víno. V současnosti není jasné, kde rakije vznikla. Převládá domněnka, že se tak stalo na Balkáně v době osmanské nadvlády balkánské oblasti. Mnohé tamější národy se snaží ostatní přesvědčit, že to bylo právě na jejich území.
Ani význam termínu rakije není jednotný. Zatímco v Turecku a v Řecku se vztahuje ke specifickému anýzovému alkoholickému nápoji raki, v západní části Balkánského poloostrova jde o obecný výraz pro celou škálu ovocných pálenek. Není-li to blíže upřesněno, jedná se mnohdy o slivovici.